# Бортовая цифровая вычислительная машина
Бортовая цифровая вычислительная машина (сокращённо БЦВМ) — бортовой компьютер, предназначенный для установки на авиационные транспортные средства, ракеты-носители, разгонные блоки, космические аппараты, космические станции и др. Авиационные БЦВМ получили распространение не только на летательных аппаратах, но и на других подвижных и стационарных объектах.
Отличие БЦВМ от различных специализированных вычислителей и блоков обработки данных (которых в современном самолёте предостаточно) в том, что БЦВМ имеют общепринятую для компьютеров структуру: наличие оперативной и долговременной памяти, устройств ввода-вывода и т. д.
В СССР разработкой БЦВМ занимались в основном три предприятия: ЛНПОЭА (ОКБ «Электроавтоматика»), НИЦЭВТ (НИИ «Аргон») и ХК «Ленинец» (современные названия). Позднее разработку БЦВМ проводили и другие предприятия, такие, как МИЭА (Москва), МНИИ «Агат» (Жуковский), ОКБ «Авиаавтоматика» (Курск), 3-й МПЗ МНПК «Авионика» (Москва) и др. В начале 1990-х годов в число разработчиков БЦВМ вошло Раменское приборостроительное КБ (РПКБ), НИИСИ РАН, ОАО «Русская авионика» (Жуковский). Основным разработчиком БЦВМ для ракет, используемых в качестве авиационного вооружения, стал НИИ приборостроения (Москва), который за этот период разработал серию бортовых вычислительных устройств (БЦВУ-201, БЦВУ-301, БЦВУ-305-10, БЦВУ-305-12, БЦВУ-350, БЦВУ-400) и серию встраиваемых БЦВМ («Заря-30», «Заря-32», «Заря-32M», «Заря-35», «Заря-37M», «Заря-38» и «Заря-32МК»), а также автономные БЦВМ «Заря-40» и «Заря-41».
В начале 1970-х годов БЦВМ используются практически во всех подсистемах летательных аппаратов. Например, радиоэлектронные комплексы разрабатывались Минрадиопромом и оснащались БЦВМ, созданными в НИИ «Аргон», навигационно-пилотажные комплексы и системы индикации разрабатывались Минавиапромом и оснащались БЦВМ, созданными в ЛНПОЭА. На борту самолётов нередко использовались БЦВМ с различной архитектурой и просто на различной элементной базе, сопряжение которых было затруднено или невозможно. На основе анализа, проведённого в конце 70-х — начале 80-х годов, была разработана программа создания семейств унифицированных ЭВМ (электронно-вычислительная машина) для использования на подвижных объектах всех классов. Эта программа была утверждена в 1984 г. решением Государственной комиссии. В соответствии с ней в ЛНПОЭА были начаты работы по созданию унифицированных СБЭВМ — СБ3541 и СБ3542 с архитектурой типа «Электроника-32», а в НИИ «Аргон» — СБ5140 с архитектурой «ПОИСК». Эта программа не была выполнена. Были разработаны лишь отдельные машины (и то со значительным отставанием по срокам) — СБ3541 на базе МПК1839, СБ5140 и СБ5580 на основе БМК 1537ХМ2. Опыт работ по созданию СБЭВМ был учтён, а сама идея межвидовой унификации получила логическое завершение в разработках ЭВМ семейства «Багет» (головной разработчик НИИСИ РАН), в состав которого входят также и машины авиационного применения «Багет-53», «Багет-52», «Багет-63» и «Багет-62».
БЦВМ в настоящее время применяются в составе навигационных и навигационно-пилотажных комплексов, прицельно-навигационных комплексов, бортовых систем связи, в системе ДРЛО и др. Например, 16-разрядные БЦВМ серии Ц101Ю, Ц101М1, Ц102М1 и Ц104М1 разработаны НИИ «Аргон» и обеспечивают выполнение широкого спектра задач по обработке информации на борту самолётов типа МиГ-29 и Су-27, в том числе управление системой вооружения и РЛС в реальном масштабе времени. Конструкция этих БЦВМ рассчитана на эксплуатацию в жёстких условиях: температурный диапазон от −55 до +60 градусов, линейные ускорения до 13,5 g, относительная влажность среды — 100 %, атмосферное давление — до 15 мм рт. ст.

## История

### Первое поколение
16 октября 1963 года выходит «Решение № 214 Комиссии ВСНХ СССР по военно-промышленным вопросам по координации работ по созданию бортовых электронных вычислительных машин для ракет, ИСЗ, самолётов и кораблей». Головным институтом определяется Научный институт электронных машин ГКРЭ. Работы по цифровым вычислителям авиационного и космического назначения начались заметно ранее, и уже были достигнуты определённые успехи.
Вероятно, первой отечественной авиационной БЦВМ, получившей практическое применение, была «Пламя-264» (1964 год), предназначенная для обработки информации в составе поисково-прицельного комплекса «Беркут-38» противолодочного самолёта Ил-38 (первый полёт в 1961 году). Эта БЦВМ получает информацию от установленных радиогидроакустических буёв, РЛС, самолётных систем и определяет вероятное местонахождение цели, рассчитывает варианты атаки и вероятность поражения, выдаёт сигналы управления в автопилот и управляет сбросом радиогидроакустических буёв, противолодочных бомб или торпед, а также решает ряд технических задач по управлению аппаратурой и системами поисково-прицельного комплекса.
БЦВМ «Пламя-264» является развитием вычислительной машины «Пламя-Вертолёт» («Пламя-ВТ», модификации — «Пламя-Р», «Пламя-К», созданной для применения в зенитно-ракетных комплексах семейства С-200; затем были созданы «Пламя-КВ», «Пламя-КМ») разработки НИИ-17 Минрадиопрома (в дальнейшем назывался — «Московский НИИ приборостроения» или п/я А-7866).
БЦВМ «Пламя-264» была полностью собрана на дискретной полупроводниковой базе — высокочастотных диодах и транзисторах. Эта вычислительная машина имеет быстродействие 62 тыс. оп./с (для операций регистр — регистр) и 31 тыс. оп./с (для операций регистр — память), ОЗУ ёмкостью 256 16-разрядных слов и ПЗУ ёмкостью 8Кx16 бит. Наработка на отказ — 200 ч, масса оборудования — 330 кг, потребляемая мощность — 2000 Вт. Вариантом БЦВМ «Пламя-264» была БЦВМ «Пламя-263», адаптированная для противолодочного комплекса «Беркут-95» самолёта дальней противолодочной обороны Ту-142.
Первой в СССР авиационной БЦВМ, выполненной на гибридных микросхемах (точнее — модулях серии 116 «Квант»), стала вычислительная машина «Гном-1-66», специально разработанная для пилотажно-навигационного прицельного комплекса «Купол» самолёта Ан-22. При разработке этой БЦВМ впервые в СССР были созданы уникальные цифровые германиевые бескорпусные интегральные микросхемы серии 102, на основе которых собирались и выпускались 9 типов стандартных цифровых элементов (микросборок) серии 116. Дальнейшим развитием БЦВМ «Гном-1-66» стала БЦВМ «Гном-А», которой комплектовались ПНПК самолёта Ил-76. Вычислительные машины на этих элементах применялись не только в авиации, но также на морских и стационарных объектах. Серийное производство микросборок «Квант» продолжалось в СССР и затем уже в РФ с середины 60-х годов и до середины 90-х, то есть более 30 лет.
Первой серийной БЦВМ для военно-морского флота СССР стала УМ-1НХ в составе боевой информационной управляющей системы (БИУС) «Узел» разработки КБ-2, которая устанавливалась на подводных лодках проекта 641Б с 1973 года. УМ-1НХ (управляющая машина) является результатом длительных работ по космической тематике, не нашедших практического применения на КА. БЦВМ построена на дискретных элементах.

### Второе поколение
БЦВМ «Аргон-11» первоначально предполагалась для установки на баллистические ракеты военного назначения, а её более совершенная модификация «Аргон-11С» разрабатывалась в ходе реализации советской лунной программы для системы автоматического управления космического корабля Л1. Машина была собрана на толстоплёночных ИМС серии «Тропа». Это была первая отечественная цифровая вычислительная машина, 10 ноября 1968 года побывавшая в космосе.
В 1969 году была создана БЦВМ «Орбита-1» — бортовая вычислительная машина на динамических микромодулях ПИ-64 и ПИ-65. Однако, по настоящему универсальными стали 16-разрядные БЦВМ второго поколения серии «Орбита-10» (1971 год), которые построены на гибридных ИМС малой степени интеграции «Тропа» и «Трапеция» (в основном серии 201, 204, 221), и уже достаточно широко применялись на различных типах отечественной авиатехники (для чего было разработано несколько вариантов исполнения БЦВМ). Конструктивно машина состоит из монтажной рамы и двух рядов электронных блоков кассетного исполнения, а также пультов в кабине экипажа. Долговременная память этой БЦВМ была собрана на ферритовых сердечниках, конструктивно выполненная в виде легкосъёмной кассеты (двух — основной и резервной), устанавливаемой перед полётом в блок запоминающего устройства — полётная программа «прошивалась» на специальном наземном оборудовании в группе (подразделении) программирования (для БЦВМ в составе навигационного комплекса).
Машина «Аргон-15» (также второго поколения, разработана в 1972 году) выполнена на твердотельных ИМС серии 133 в виде монтажной рамы и двух рядов легкосъёмных электронных блоков — блок вычислительного устройства, два блока ОЗУ, четыре блока ПЗУ, блок ПЗУ со сменой информации и блок источника питания. Разработанная первоначально как сугубо авиационная БЦВМ, машина также нашла самое широкое применение в мобильных наземных объектах военного назначения, например, в оперативно-тактических комплексах: «Точка», «Ока», ЗРК «Бук», «Куб». Разработано четыре модификации — «Аргон-15», «Аргон-15А», «Аргон-15К» и «Аргон-15-М».
Немного более поздняя БЦВМ «Аргон-16» (1973 год) устанавливалась на космических кораблях: «Союз», «Прогресс», и орбитальных станциях «Салют», «Мир», изделии 11Ф71 «Алмаз». Также имеет блочную конструкцию, а элементной базой служат ИМС серий 106, 115, 134 и интегральные блоки резисторов и конденсаторов.
16-разрядная БЦВМ «Орбита-20» в серии с 1974 года. Применялась и применяется до сих пор на авиационных и наземных подвижных объектах. Разработано порядка шестидесяти модификаций. Это самая массовая специализированная вычислительная машина производства СССР: произведено порядка 15 тысяч машино-комплектов. Все машины семейства имеют одинаковое быстродействие, равное 200 тыс. оп./с (операции сложения) и 100 тыс. оп./с (операции умножения). Базовая модель включает ОЗУ ёмкостью 512 слов и ПЗУ ёмкостью 16 К слов.

### Третье поколение
К третьему поколению БЦВМ можно условно отнести машины семейств ЦВМ 80-30ХХХ (ЛНПОЭА), ЦВМ 80-40ХХХ (ЛНПОЭА), «Заря-30» (НИИП), «Заря-40» (НИИП), БЦВМ Ц100, Ц101, Ц102 и Ц104 (НИИ «Аргон»), БЦВМ А-30, А-40 и А-50 (НИИ «Аргон») и СБМВ-1, СБМВ-2 (МНПК «Авионика»).
БЦВМ на основе архитектуры «ПОИСК» (проблемно-ориентируемая с изменяемой системой команд) разработаны в НИИ «Аргон». Первая БЦВМ ряда Ц100 была передана в серийное производство в 1983 г. В начале 80-х годов созданы машины Ц101 и Ц102, а в 1986 г. завершена машина Ц104. ЦВМ серии Ц100 имеют моноблочную конструкцию.
Быстродействие БЦВМ типа Ц100 составляет 180 тыс. оп./с, Ц101, Ц102 и Ц104 — порядка 400 тыс. оп./с. Ёмкость ОЗУ в Ц101 и Ц102 составляет 16Кх18 бит, ПЗУ — 64Кх16 бит (128Кх16 бит), ЭЗУ 256х16 бит. БЦВМ Ц104 имеет ОЗУ ёмкостью 8Кх18 бит, ПЗУ — 64Кх16 бит и ЭЗУ — 256х16 бит. Масса машин Ц101 и Ц102 — 23 кг, энергопотребление — 300 Вт, а Ц104 — 21 кг и 200 Вт соответственно. Вместе с машиной пользователю предлагается система автоматизации программирования, отладки и документирования (САПОД), которая содержит: конфигуратор для настройки транслятора на состав операторов изделия, транслятор с языка символического кодирования операторов и загрузчик. Подсистема автоматизации отладки позволяет проводить автономную и статическую комплексную отладку в среде ОС ЕС в интерактивном режиме и включает в себя диспетчер отладки, транслятор с языка отладки и интерпретатор машинных команд изделия.
БЦВМ «Аргон-30» (1977 год) — первая в СССР бортовая вычислительная машина, программно совместимая с ЕС ЭВМ, построена на специально разработанных многокристальных БИС серии 216. Вес БЦВМ А-30 составляет 230 кг.
БЦВМ «Аргон-50» (1986 год) — 32-разрядная ЭВМ из ряда унифицированных высокопроизводительных бортовых ЭВМ архитектуры ЕС ЭВМ. Спроектирована на основе схемотехнических и конструктивно-технологических решений, реализованных в модели А-40. Применяется в системах автоматизированного управления — АСУ войсками армии-фронта «Манёвр», воздушных командных пунктов «Звено», разведывательно-ударных комплексов «Прорыв», комплексов АСУ ПВО «Пирамида». Выполнена на микросхемах серий 134, 136, 130, 133. Конструктивно выполнена в виде двухуровнего шкафа с электронными блоками и выносного пульта управления. Масса БЦВМ А-50 составляет 140 кг, потребляемая мощность — 1000 Вт.
БЦВМ «БИСЕР-4» (1987 год) — бортовая 32-разрядная ЭВМ с четырёхкратным аппаратным резервированием, разработки НПЦАП имени академика Н. А. Пилюгина. Применялась в системе автоматического управления КА «Буран», на борту стояло четыре комплекта оборудования.
В дальнейшем, с развитием электроники, в БЦВМ стали широко применяться большие (БИС) и сверхбольшие (СБИС) интегральные микросхемы, что существенно повысило их возможности и уменьшило массогабаритные параметры.
Например, современный бортовой вычислительный комплекс ЕА-102 предназначен для эксплуатации на вездеходных колёсных и гусеничных шасси, авиационных объектах и на морских судах. Конструкция электронных модулей выполнена в стандарте Евромеханика (IEEE Std 1101.2-1992), благодаря чему достигается совместимость с международным и отечественным рынками электронного оборудования. Состоит из блока питания, процессорного модуля (2 шт.), сервисного модуля и интерфейсного контроллера (3 шт.). Технические характеристики:
- Микропроцессор — К6-II, 400 МГц (LV Pentium M)
- Объём ОЗУ — 32÷128 Мбайт
- Контроллер дисковых накопителей — EIDE, SCSI-2
- Параллельные/последовательные порты — 4/2
- Видеоадаптеры — SVGA, LCD
- Сетевой адаптер — Ethernet 100/10 BASE T4
- Мезонин — шина PCI
- Системная шина — VME-32
- Операционные системы — ИНТРОС-В, МСВС 3.0, QNX 4.2.5
- Габариты системного блока — 249х194х256 мм
- Масса системного блока — 10÷13 кг (в зависимости от комплектации)

В настоящее время разработана БЦВМ «Аргон-15АР» на самой современной элементной базе, которая предназначена для физической замены широко распространённой устаревшей БЦВМ А-15 на подвижных и стационарных объектах, без выполнения каких-либо доработок, так как имеет полную аппаратную и программную совместимость (режим эмуляции А-15). Машина выполнена в виде одного моноблока на микропроцессоре 1890ВМ2Т, в несколько раз меньше базовой БЦВМ по массогабаритным параметрам и вдвое меньше по энергопотреблению, а также позволяет в дальнейшем производить усовершенствование установленного на объекте оборудования ввиду большого запаса по вычислительной мощности.